# Podonema
Podonema is een geslacht van kevers uit de familie  
kniptorren (Elateridae).
Het geslacht is voor het eerst wetenschappelijk beschreven in 1851 door Solier.

## Soorten
Het geslacht omvat de volgende soorten:
- Podonema impressum Solier, 1851
- Podonema suturalis Candèze, 1865